# Габріель Міліто
Габріель Міліто (ісп. Gabriel Milito, нар. 7 вересня 1980, Берналь) — колишній аргентинський футболіст, що виступав на позиції захисника. По завершенні ігрової кар'єри — футбольний тренер. Має старшого брата Дієго, який токож є футболістом.
Більшу частину кар'єри провів на батьківщині у клубі «Індепендьєнте». Крім того грав за іспанські команди «Реал Сарагоса» та «Барселона», а також національну збірну Аргентини.

## Клубна кар'єра
У дорослому футболі дебютував 1997 року виступами за «Індепендьєнте» (Авельянеда), в якому провів шість сезонів, взявши участь у 123 матчах чемпіонату. Більшість часу, проведеного у складі «Індепендьєнте», був основним гравцем команди. За цей час виборов титул чемпіона Аргентини.
У 2003 році контракт з Габріелем Міліто готовий був підписати мадридський «Реал», проте в іспанському суперклубі він не пройшов медогляд, оскільки не повністю відновився після травми коліна. Тим не менш Міліто залишився в Іспанії і став гравцем «Реала Сарагоси», куди пізніше перейшов і його брат Дієго. Відіграв за клуб з Сарагоси наступні чотири сезони своєї ігрової кар'єри, два з яких був капітаном команди. Граючи у складі сарагоського «Реала» також здебільшого виходив на поле в основному складі команди. За цей час додав до переліку своїх трофеїв титул володаря Кубка Іспанії.
10 липня 2007 року за 18,5 млн. євро перейшов у «Барселону», підписавши контракт на чотири роки з зарплатою в 4 млн. євро на рік. Проте вже 5 травня 2008 року Міліто зазнав дуже важку травму правого коліна, від якої лікувався 602 дні, через що пропустив майже два сезони (вийшов на поле лише 6 січня 2010 року), а після відновлення втратив місце в основі і рідко виходив на поле в стартовому складі. Незважаючи на невдалі виступи, він за час виступів у складі каталонців додав до переліку своїх трофеїв два титули чемпіона Іспанії, став володарем Кубка Іспанії, переможцем Ліги чемпіонів УЄФА та володарем Суперкубка УЄФА.
4 серпня 2011 року, після завершення контракт з «Барселоною», повернувся до «Індепендьєнте» (Авельянеда). З командою, у якій Габріель розпочинав кар'єру, він підписав трирічний контракт. Проте за два тури до закінчення чемпіонату Аргентини (Клаусура 2012) Габріель Міліто заявив, що вирішив завершити кар'єру після закінчення сезону. За чей час він встиг відіграти за команду з Авельянеди 32 матчі в національному чемпіонаті.

## Виступи за збірну

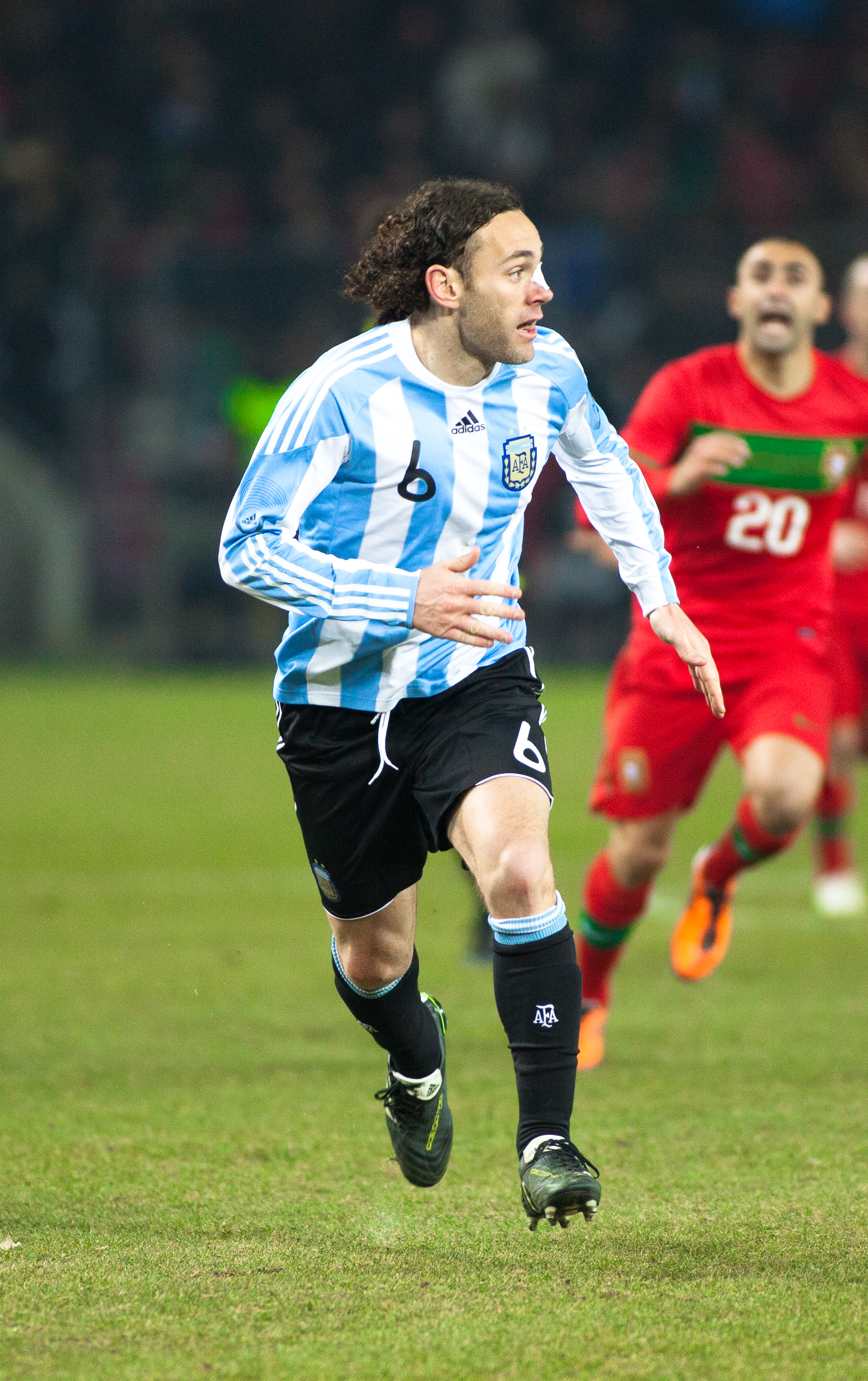
Міліто у грі за збірну 2011 року.

1997 року виступав у складі юнацької збірної Аргентини, взяв участь у 4 іграх на юнацькому рівні.
1999 року залучався до складу молодіжної збірної Аргентини. На молодіжному рівні зіграв у 2 офіційних матчах.
20 грудня 2000 року дебютував в офіційних матчах у складі національної збірної Аргентини в товариській грі проти збірної Мексики.
У складі збірної був учасником розіграшу Кубка Конфедерацій 2005 року у Німеччині, де разом з командою здобув «срібло»,чемпіонату світу 2006 року у Німеччині, розіграшу Кубка Америки 2007 року у Венесуелі, де разом з командою здобув «срібло» та домашнього розіграшу Кубка Америки 2011 року.
Всього протягом кар'єри у національній команді, яка тривала 13 років, провів у формі головної команди країни 42 матчі, забивши 1 гол.

## Кар'єра тренера
Розпочав тренерську кар'єру невдовзі по завершенні кар'єри гравця, 2013 року, очоливши команду дублерів «Індепендьєнте» (Авельянеда). В 2014 році покинув команду через розбіжності з президентом клубу Уго Мояно
15 квітня 2015 року став головним тренером «Естудьянтеса», замінивши на цій посаді Маурісіо Пельєгріно. Попри непогані результати пішов у відставку з посади головного тренера команди, яка під його керівництвом здобула 16 перемог і 8 нічиїх при 6 поразках у 30 іграх, наприкінці того ж року.
12 травня повернувся до «Індепендьєнте», цього разу вже як головний тренер основної команди клубу, знову прийнявши команду після Маурісіо Пельєгріно. Того ж року залишив команду з Авельянеди.
9 серпня 2017 року було оголошено про призначення Міліто головним тренером чилійського «О'Хіггінса».

## Статистика виступів

### Статистика клубних виступів
| Сезон                     | Команда                      | Чемпіонат                 | Чемпіонат | Чемпіонат | Національний кубок | Національний кубок | Національний кубок | Континентальні кубки | Континентальні кубки | Континентальні кубки | Інші змагання | Інші змагання | Інші змагання | Усього | Усього |
| Сезон                     | Команда                      | Ліга                      | Ігор      | Голів     | Ліга               | Ігор               | Голів              | Ліга                 | Ігор                 | Голів                | Ліга          | Ігор          | Голів         | Ігор   | Голів  |
| ------------------------- | ---------------------------- | ------------------------- | --------- | --------- | ------------------ | ------------------ | ------------------ | -------------------- | -------------------- | -------------------- | ------------- | ------------- | ------------- | ------ | ------ |
| 1997-98                   | «Індепендьєнте» (Авельянеда) | ПД                        | 2         | 0         | —                  | N/A                | N/A                | —                    | —                    | —                    | -             | —             | —             | 2      | 0      |
| 1998-99                   | «Індепендьєнте» (Авельянеда) | ПД                        | 25        | 0         | —                  | —                  | —                  | КМ                   | 2                    | 0                    | -             | —             | —             | 27     | 0      |
| 1999-00                   | «Індепендьєнте» (Авельянеда) | ПД                        | 34        | 2         | —                  | —                  | —                  | КМ                   | 8                    | 0                    | -             | —             | —             | 42     | 2      |
| 2000-01                   | «Індепендьєнте» (Авельянеда) | ПД                        | 25        | 1         | —                  | —                  | —                  | КМ                   | 5                    | 0                    | -             | —             | —             | 30     | 1      |
| 2001-02                   | «Індепендьєнте» (Авельянеда) | ПД                        | 3         | 0         | —                  | —                  | —                  | —                    | —                    | —                    | —             | —             | —             | 3      | 0      |
| 2002-03                   | «Індепендьєнте» (Авельянеда) | ПД                        | 34        | 0         | —                  | —                  | —                  | —                    | —                    | —                    | —             | —             | —             | 34     | 0      |
| Усього за «Індепендьєнте» | Усього за «Індепендьєнте»    | Усього за «Індепендьєнте» | 123       | 3         |                    |                    |                    |                      | 15                   | 0                    |               |               |               | 138    | 3      |
| 2003-04                   | «Реал Сарагоса»              | ПД                        | 35        | 0         | КІ                 | 0                  | 0                  | —                    | —                    | —                    | СІ            | 2             | 0             | 37     | 0      |
| 2004-05                   | «Реал Сарагоса»              | ПД                        | 33        | 3         | КІ                 | 0                  | 0                  | КУЄФА                | 10                   | 0                    | -             | —             | —             | 43     | 3      |
| 2005-06                   | «Реал Сарагоса»              | ПД                        | 34        | 1         | КІ                 | 0                  | 0                  | —                    | —                    | —                    | -             | —             | —             | 34     | 1      |
| 2006-07                   | «Реал Сарагоса»              | ПД                        | 35        | 1         | КІ                 | 4                  | 0                  | —                    | —                    | —                    | -             | —             | —             | 39     | 1      |
| Усього за «Реал»          | Усього за «Реал»             | Усього за «Реал»          | 137       | 5         |                    | 4                  | 0                  |                      | 10                   | 0                    |               | 2             | 0             | 153    | 5      |
| 2007-08                   | «Барселона»                  | ПД                        | 27        | 1         | КІ                 | 6                  | 0                  | ЛЧ                   | 9                    | 0                    | -             | —             | —             | 42     | 1      |
| 2008-09                   | «Барселона»                  | ПД                        | 0         | 0         | КІ                 | 0                  | 0                  | ЛЧ                   | 0                    | 0                    | -             | —             | —             | 0      | 0      |
| 2009-10                   | «Барселона»                  | ПД                        | 11        | 0         | КІ                 | 1                  | 0                  | ЛЧ                   | 5                    | 0                    | -             | —             | —             | 17     | 0      |
| 2010-11                   | «Барселона»                  | ПД                        | 10        | 0         | КІ                 | 1                  | 1                  | ЛЧ                   | 1                    | 0                    | СІ            | 1             | 0             | 13     | 1      |
| Усього за «Барселону»     | Усього за «Барселону»        | Усього за «Барселону»     | 48        | 1         |                    | 8                  | 1                  |                      | 15                   | 0                    |               | 1             | 0             | 72     | 2      |
| 2011-12                   | «Індепендьєнте» (Авельянеда) | ПД                        | 19        | 0         | КА                 | 1                  | 0                  | ПаК                  | 2                    | 0                    | РПА           | 2             | 0             | 24     | 0      |
| Усього за кар'єру         | Усього за кар'єру            | Усього за кар'єру         | 327       | 9         |                    | 13                 | 1                  |                      | 42                   | 0                    |               | 5             | 0             | 387    | 10     |

### Збірна

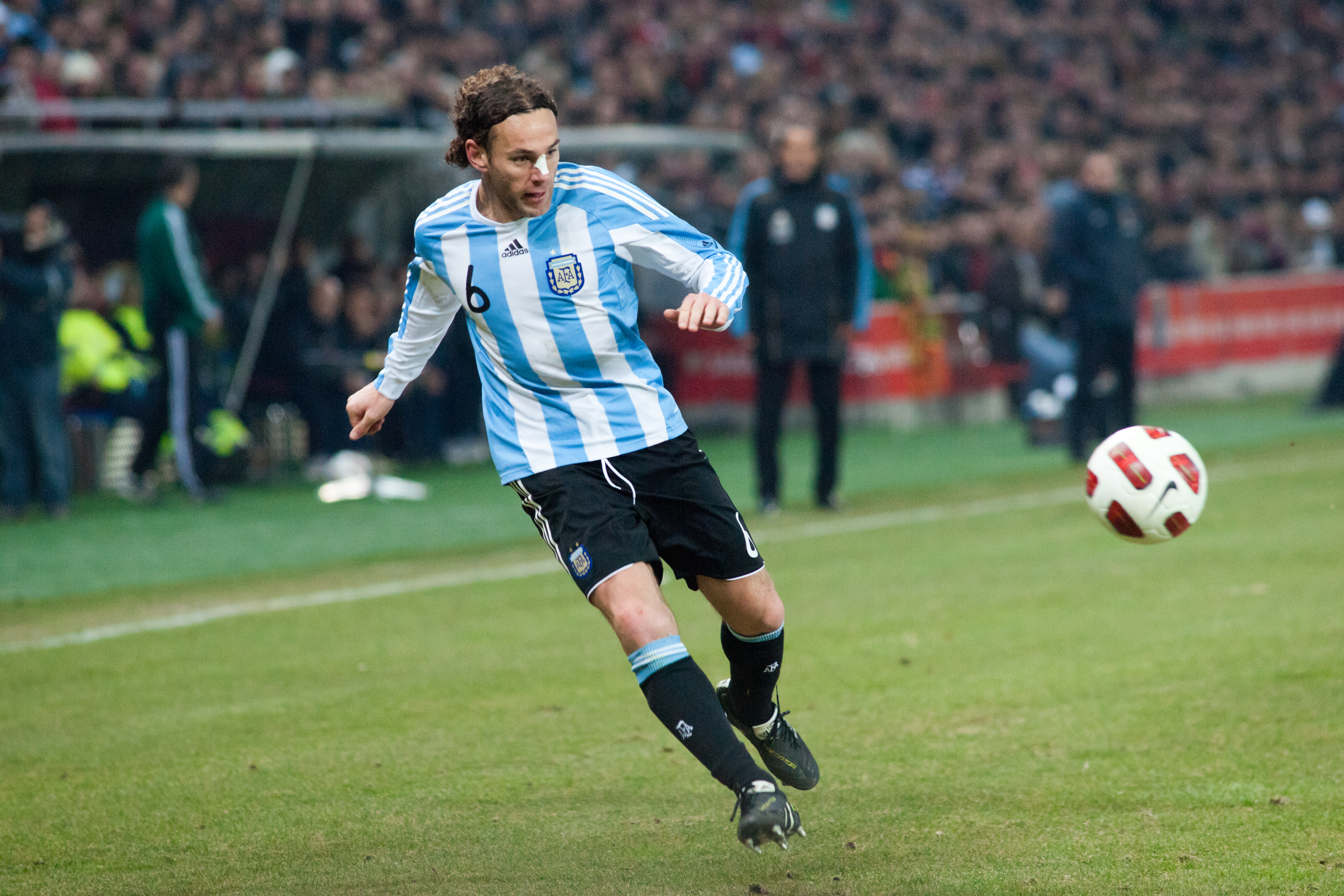
Габі Міліто 9 лютого 2011 року в складі збірної Аргентини

| Збірна Аргентини | Збірна Аргентини | Збірна Аргентини |
| Роки             | Ігри             | Голи             |
| ---------------- | ---------------- | ---------------- |
| 2000             | 1                | 0                |
| 2001             | 0                | 0                |
| 2002             | 0                | 0                |
| 2003             | 3                | 0                |
| 2004             | 4                | 0                |
| 2005             | 6                | 0                |
| 2006             | 4                | 0                |
| 2007             | 14               | 1                |
| 2008             | 0                | 0                |
| 2009             | 0                | 0                |
| 2010             | 2                | 0                |
| 2011             | 8                | 0                |
| Всього           | 42               | 1                |

## Титули і досягнення

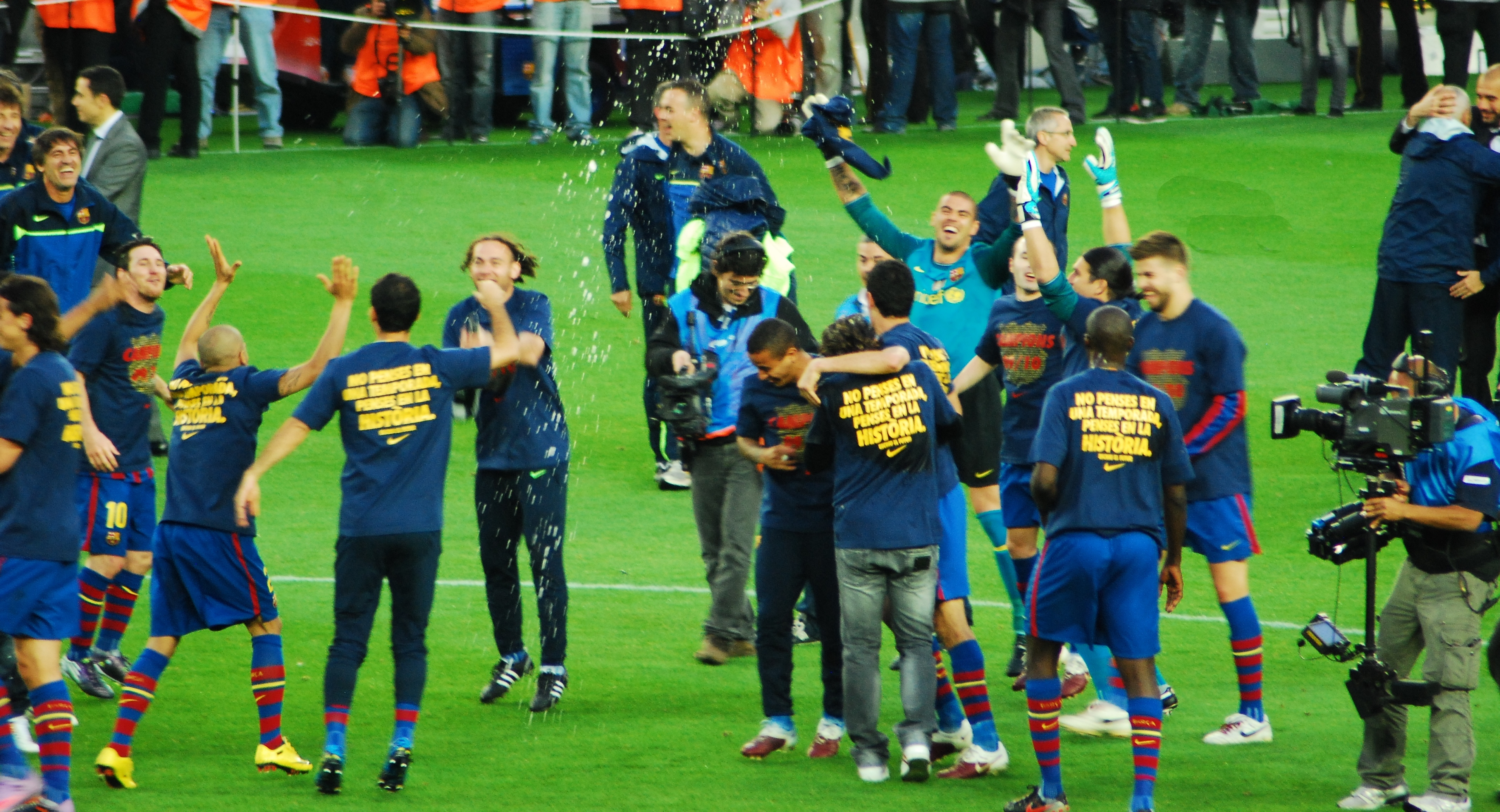
Габріель Міліто з партнерами по «Барселоні» святкує перемогу в чемпіонаті Іспанії сезону 2009-10

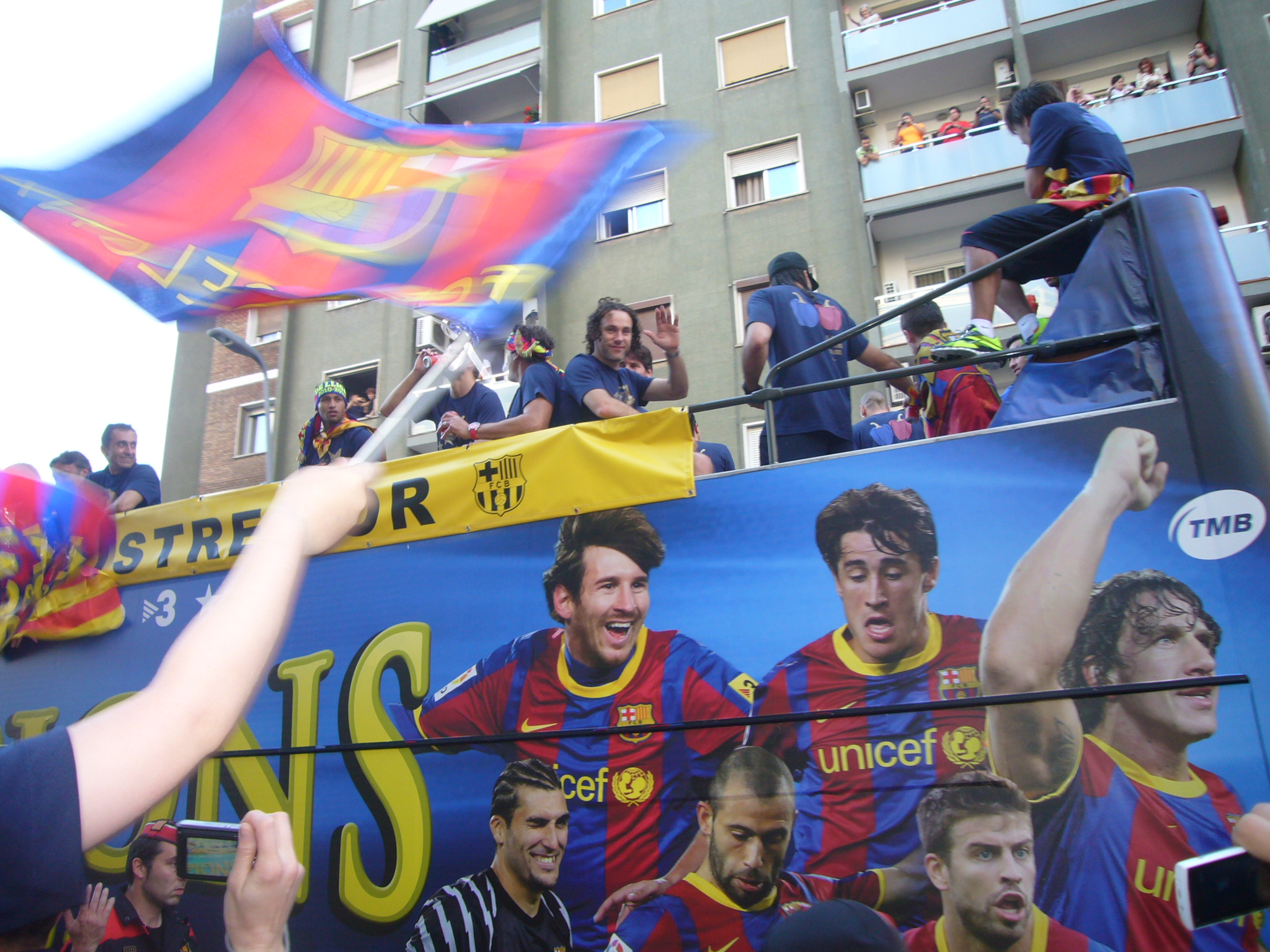
Габріель Міліто (в центрі) з партнерами по «Барселоні» святкує перемогу в чемпіонаті Іспанії сезону 2010-11

- Чемпіон Аргентини (1):

«Індепендьєнте» (Авельянеда): Апертура 2002
- Чемпіон Іспанії (3):

«Барселона»: 2008-09, 2009-10, 2010-11
- Володар Кубка Іспанії (2):

«Реал Сарагоса»: 2003-04
«Барселона»: 2008-09
- Володар Суперкубка Іспанії (3):

«Реал Сарагоса»: 2004
«Барселона»: 2009, 2010
- Переможець Ліги чемпіонів УЄФА (2):

«Барселона»: 2008-09, 2010-11
- Володар Суперкубка УЄФА (1):

«Барселона»: 2009
- Переможець Клубного чемпіонату світу (1):

«Барселона»: 2009
- Чемпіон Південної Америки (U-20): 1999
- Срібний призер Кубка Америки: 2007